# 大丰镇 (呼图壁县)
大丰镇，是中华人民共和国新疆维吾尔自治区昌吉回族自治州呼图壁县下辖的一个乡镇级行政单位。

## 行政区划
大丰镇下辖以下地区：
社区、红山村、大土古里村、十八户村、祁家湖村、树窝子村、高桥村、红柳塘村和联丰村。